# Kuroda Nagamasa
Pour les articles homonymes, voir Kuroda.
Kuroda Nagasama (黒田長政, né le 3 décembre 1568, mort le 29 août 1623) est un daimyo, fils de Kuroda Yoshitaka. Il s'était fait chrétien mais abandonna plus tard sa foi. Il sert Toyotomi Hideyoshi, notamment à la bataille de Shizugatake en 1583, et lors de l'invasion de la Corée. À la mort de Hideyoshi, il rejoint le camp de Ieyasu Tokugawa. Il est présent à la bataille de Sekigahara en 1600 de même que lors du siège d'Osaka, quinze ans plus tard.